# Марлі Діаш
Марлі Діаш (…) — американська активістка та письменниця, що запустила кампанію під назвою #1000BlackGirlBooks у листопаді 2015 року, коли ще навчалася в початковій школі; вона помітила, що головним героєм більшості оповідань був «білий хлопчик зі своєю собакою». Через це вона вирішила зібрати 1000 книг, де головні герої темношкірі діти.

## Життя та кар'єра
Діаш батьки назвали на честь співака регі Боба Марлі. Їх родина має ямайське та кабо-вердійське походження. Марлі народилася 2005 року у Філадельфії та виросла у Вест-Оранджі, штат Нью-Джерсі в США. Її мати, Дженіс Джонсон Діаш, є співзасновницею громадського фонду «GrassROOTS».
Діашь в 11-річному віці поскаржилася своїй матері, що всі її обов'язкові читання — це книжки про білих хлопчиків і собак. Вона сказала: «Для мене насправді не було ніякої свободи читати те, що я хотіла». Після розмови з матір'ю Діаш вирішила розпочати проєкт зі збору книжок #1000BlackGirlBooks, щоб привернути більше уваги до літератури, де головними героїнями були чорношкірі жінки, з метою зібрати 1000 книг, які пожертвувати для темношкірих дівчат, що навчаються в інших школах. Книжковий проєкт був зосереджений саме на книгах, в яких темношкірі дівчата є головними героями, а не другорядними персонажами. За кілька місяців було зібрано понад 9000 книг. Багато з цих книг були відправлені на дитячий книжковий форум на Ямайці. Кампанія також привернула увагу громадськості до відсутності різноманітності в дитячій літературі.
Зараз Діаш навчається у середній школі West Orange у Вест-Оринджі, штат Нью-Джерсі. Зараз вона виступає з Destanie Holloway.

## Інша діяльність
Навесні 2018 року Діаш випустила книгу Marley Dias Gets It Done: And So Can You!, яка побачила світ у видавництві «Scholastic»
Діаш з'явилася на The Nightly Show з Ларрі Вілмором і як співведуча програми Girls Can Do.
Вона взяла інтерв'ю у таких відомих людей, як Місті Коупленд, Ава Дюверней і Гілларі Клінтон для Elle.com, будучи редактором інтернет-журналу Marley Mag, спонсорованого Elle.
Діаш вела своє перше шоу на Netflix, яке було показано у вересні 2021 року під назвою «Закладки: відзначаємо голоси темношкірих». «Діаш є ведучою та виконавчим продюсером серіалу, чиї книги та розмови зосереджені на темах ідентичності, поваги, справедливості та активізму. Серед гостей: уродженець Чикаго, репер, актор і письменник Коммон ; актор і письменниця Люпіта Ніонго; комік, акторка і авторка Тіффані Геддіш; актор і виконавчий продюсер „Little“ Марсай Мартін; співачка, актор і поетеса Джилл Скотт; актор і активіст Кендрік Семпсон; актор і автор Грейс Баєрс; актор Калеб Маклафлін; телеведучий Карамо Браун; балерина і письменниця Місті Коупленд, а також письменниця Жаклін Вудсон», — повідомила «Chicago Tribune».
З 2021 року Діас є амбасадором програми Національної освітньої асоціації «Читаємо по всій Америці».

## Книги
- Марлі Діаш робить це, і ви зможете, Марлі Діаш, 2019[15]

## Нагороди
- 2017 — Smithsonian, американська премія за винахідливість (молодіжна категорія)[16]
- 2018 — Forbes, 30 Under 30[17]